# Uiheung-myeon
Uiheung-myeon (koreanska: 의흥면) är en socken  i kommunen Gunwi-gun i provinsen Norra Gyeongsang, i den centrala delen av Sydkorea, 220 km sydost om huvudstaden Seoul.